# جان يفيس دي بلاسيس
جان يفيس دي بلاسيس (25 سبتمبر 1973

 في بوردو) (بالفرنسية: Jean-Yves de Blasiis)‏ لاعب كرة قدم فرنسي معتزل كان يجيد اللعب في خط الوسط .
لعب دي بلاسيس في أندية بوردو (1995-1996) كاين (1996-1997) ريد ستار (1997-1999) نوريتش سيتي الإنجليزي (1999-2001) إستر (2001) .

## روابط خارجية
- جان يفيس دي بلاسيس على موقع قاعدة بيانات كرة القدم.إي يو (الإنجليزية)
- جان يفيس دي بلاسيس على موقع Soccerbase.com (لاعب) (الإنجليزية)